# Chaoshan

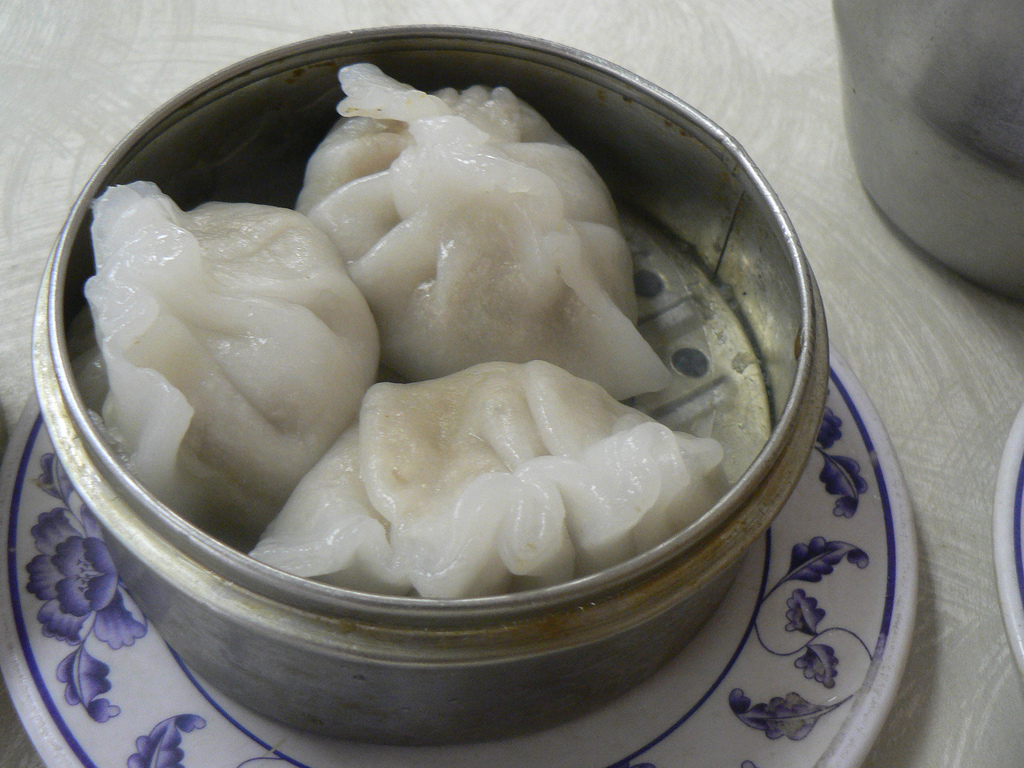
Pierożki z Chaozhou

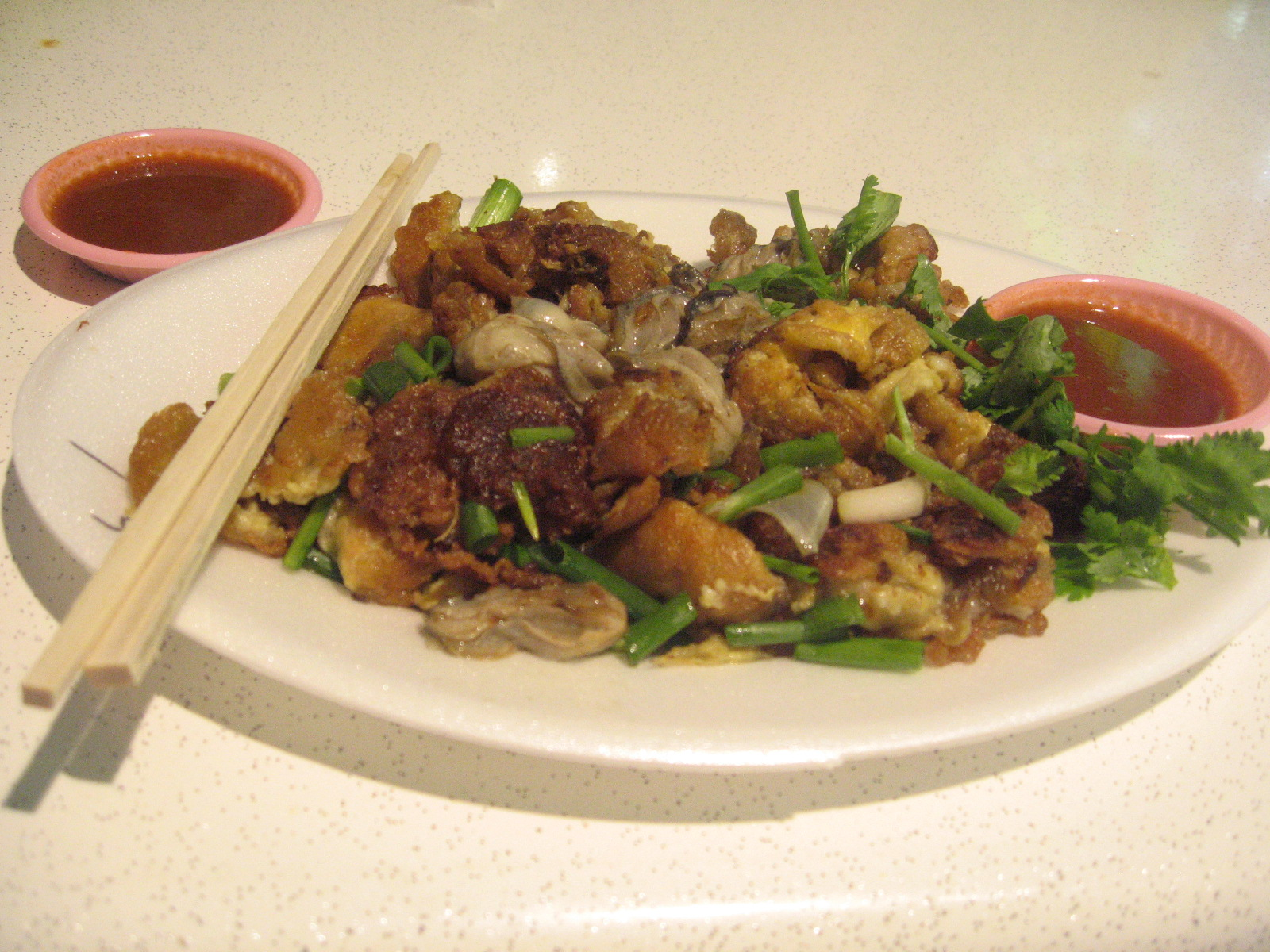
Kuchnia Chaoshan: omlet z ostrygami

Chaoshan (język chiński 潮汕 pinyin Cháoshàn) - region kulturowo-językowy w północno-wschodniej części chińskiej prowincji Guangdong, graniczący z prowincją Fujian. Wyróżnia się na tle prowincji odmiennym językiem (archaiczny dialekt teochew języka minnan) oraz tradycjami kulturalnymi. Nazwa Chaoshan jest zbitką nazw dwóch lokalnych miast, Chaozhou (潮州) oraz Shantou (汕头). Region Chaoshan obejmuje powierzchnię ponad 10 tys. km², na której mieszka około 13 mln osób.

## Kultura
- Najbardziej znanym przejawem tradycji Chaoshan jest tzw. opera Chaozhou (潮劇) wywodząca się z opery Nanxi, powstałych w czasach panowania dynastii Song.

- Ceremonia herbaciana gongfucha (工夫茶), również mająca swe początki w czasach dynastii Song, także cieszy się po dziś dzień popularnością.

- Muzyka Chaozhou (潮州音樂) oparta jest przede wszystkim na lokalnych instrumentach strunowych, zarówno szarpanych jak i smyczkowych. Osobnym rodzajem muzyki jest miejscowa odmiana guzheng.

- Region cieszy się w Chinach renomą ze względu na swe tradycje kulinarne. Kuchnia Chaoshan jest delikatna, unika nadmiaru przypraw, octu i sosu sojowego.